# Thomas Aasen Markeng
Thomas Aasen Markeng (18 giugno 2000) è un saltatore con gli sci norvegese.

## Biografia
Markeng, attivo in gare FIS dal luglio del 2015, si è distinto a livello giovanile ai Mondiali juniores, dove ha raccolto cinque medaglie, diventando inoltre campione iridato a Lahti 2019. Nella stessa stagione ha esordito in Coppa del Mondo, giungendo 4º nella gara a squadre disputata a Willingen il 15 febbraio 2019. Nell'inverno seguente ha ottenuto il primo podio, grazie al 2º posto nella prova a squadre di Wisła del 23 novembre 2019.
In carriera non ha preso parte né a rassegne olimpiche né iridate.

## Palmarès

### Mondiali juniores
- 5 medaglie:
  - 1 oro (trampolino normale a Lahti 2019)
  - 2 argenti (gara a squadre, gara a squadre mista a Lahti 2019)
  - 1 bronzo (gara a squadre a Kandersteg-Goms 2018)

### Coppa del Mondo
- Miglior piazzamento in classifica generale: 36º nel 2020
- 1 podio (a squadre):
  - 1 secondo posto

### Summer Grand Prix
- 1 podio (a squadre):
  - 1 terzo posto